# Jiřina Lukešová
Jiřina Lukešová (12. září 1919 – 28. července 2010, Praha) byla česká filmová střihačka.

## Biografie
Od začátku roku 1941 pracovala u střihačky Anny Vlasové ve filmové výrobně Favorit. Po roce 1944 začala působit samostatně a živila se především střihem krátkých dokumentárních filmů – jednalo se o osvětové (přírodopisné) snímky nebo díla reflektují život poválečného Československa. Počátkem 50. let přešla do hraného filmu, kde v průběhu let spolupracovala s režiséry Alfrédem Radokem, Jaroslavem Machem, Jaroslavem Balíkem, Pavlem Blumenfeldem, Evaldem Schormem, Jiřím Menzelem nebo Jaroslavem Papouškem. Kromě celovečerních filmů sestříhala i řadu televizních inscenací a zábavních pořadů pro děti i dospělé, z nichž lze jmenovat například večerníček Krkonošské pohádky. Před odchodem do penze doporučila Jiřímu Menzelovi jako svého nástupce začínajícího střihače Jiřího Brožka.

## Filmografie (výběr)

### Střih
| 1965 | Intimní osvětlení                   |
| 1966 | Ostře sledované vlaky               |
| 1967 | Rozmarné léto                       |
| 1968 | Farářův konec                       |
| 1969 | Ecce homo Homolka Skřivánci na niti |
| 1970 | Hogo fogo Homolka                   |
| 1972 | Homolka a tobolka                   |
| 1973 | Míša Kulička (TV seriál)            |
| 1974 | Krkonošské pohádky (TV seriál)      |
| 1976 | Na samotě u lesa                    |

### Herečka
| 1954 | Byl jednou jeden král… – role neurčena |